# Maria Garcia (Shorttrackerin)
Maria Garcia (* 20. September 1985 in Torrance, Kalifornien) ist eine US-amerikanische Shorttrackerin.
Garcia startete bereits fünfzehnjährig zum ersten Mal bei einem internationalen Großereignis, der Juniorenweltmeisterschaft 2001 in Warschau. Obwohl sie dort auf der 500-m-Distanz ins Halbfinale einzog, blieb ihr nur der vierte Rang. Ein Jahr später konnte sie dies beim gleichen Ereignis in Chuncheon nicht wiederholen, stattdessen schied sie in jedem Rennen spätestens im Viertelfinale aus. Nachdem sie wiederum ein Jahr später erneut bei der Junioren-WM, die 2003 in Budapest stattfand, gute Ergebnisse, darunter einen vierten Platz mit der Staffel, eingefahren hatte, nahm sie mit der amerikanischen Mannschaft an der Teamweltmeisterschaft des gleichen Jahres teil. Hier blieb sie allerdings erfolglos, auch bei der Einzel-Weltmeisterschaft 2003 scheiterte sie in jedem Rennen schon in der ersten Runde. Dennoch nominierte der amerikanische Verband sie noch im Oktober 2003 zum ersten Mal für den Weltcup 2003/04, wo sie bei insgesamt 14 Rennen jeweils einmal über 1000 m, 500 m und mit der Staffel die Vorläufe überstand. Beim Weltcup in Peking erreichte sie mit der Staffel Rang drei und damit die einzige Podestplatzierung ihrer Karriere.
Nach zwei weiteren Einsätzen im Weltcup 2004/05, die allerdings wenig erfolgreich verliefen, nahm Garcia 2005 zum letzten Mal an der Junioren-WM teil. Erneut gelang ihr mit der Staffel der vierte Rang, in den Einzelrennen blieb sie jedoch wieder ohne Finaleinzug. Als Staffelmitglied wurde sie gemeinsam mit Allison Baver, Hyo-Jung Kim, Caroline Hallisey sowie Kimberly Derrick bei den Olympischen Spielen 2006 in Turin eingesetzt. Wie schon bei zwei Junioren-Weltmeisterschaften verpasste das amerikanische Team das Podest nur um einen Rang, da es das B-Finale gewinnen und so Vierter werden konnte. In der Saison 2006/07 startete sie nicht international, ebenso im Winter 2007/08. Erst im Weltcup 2008/09 meldete sie sich mit einem zehnten Rang über 500 m bei der dritten Station in Peking zurück. Nach der Saison beendete Garcia ihre aktive Karriere.